# Cingulina babylonia
Cingulina babylonia är en snäckart som först beskrevs av C. B. Adams 1845.  Cingulina babylonia ingår i släktet Cingulina och familjen Pyramidellidae. Inga underarter finns listade i Catalogue of Life.